# Abadía de Nonneseter
La Abadía de Nonneseter (en noruego: Nonneseter kloster) fue un monasterio de monjas en Bergen, Noruega. Una pequeña parte de la antigua iglesia de la abadía se mantiene en uso como una capilla, la Nonneseter kapell ("Capilla Nonneseter").
Nonneseter se registró por primera vez por su nombre en 1262, pero sin duda fue fundada muchos años antes, posiblemente en o alrededor de 1150. Fue dedicado a la Virgen María. Las monjas al parecer pertenecían a la Orden del Císter, aunque esto no se confirma hasta fecha tan tardía como 1494.
Parece probable que un hospital dirigido por las monjas, documentado en 1411, fue el precursor del hospital de leprosos de San Jorge.
El monasterio fue secularizado en 1528, y los locales se convirtieron en una residencia fortificada privada, bajo el nombre de Lungegården, por el nuevo propietario, Vincens Lunge.